# Quận Cumberland, Tennessee
Quận Cumberland là một quận thuộc tiểu bang Tennessee, Hoa Kỳ.
Quận này được đặt tên theo. Theo điều tra dân số của Cục điều tra dân số Hoa Kỳ năm 2000, quận có dân số 46.802 người. Quận lỵ đóng ở Crossville6.

## Địa lý
Theo Cục điều tra dân số Hoa Kỳ, quận có diện tích 685 dặm vuông Anh (1.774,1 km2), trong đó có 3 dặm vuông Anh (7,8 km2) là diện tích mặt nước.

### Quận giáp ranh
- Quận Fentress (bắc)
- Quận Overton (tây bắc)
- Quận Morgan (đông bắc)
- Quận Roane (đông)
- Quận Rhea (đông nam)
- Quận Bledsoe (nam)
- Quận Van Buren (tây nam)
- Quận White (tây)
- Quận Putnam (tây bắc)